# Vassurány
Vassurány község Vas vármegyében, a Szombathelyi járásban.

## Fekvése
A Gyöngyös-sík északi részén fekszik, a megyeszékhely, Szombathely északkeleti szomszédságában, a város központjától 10 kilométerre. A községet a Surányi-patak választja két részre, melyek közül a délnyugati az Alsósurány, az északkeleti a Felsősurány nevet viseli.
A közvetlenül határos települések: észak felől Salköveskút, északkelet felől Vasszilvágy, délkelet felől Nemesbőd, dél felől Vép, délnyugat felől Zanat (Szombathely része), északnyugat felől pedig Söpte.

### Megközelítése
Közúton csak Salköveskút központja felől érhető el: Alsósurány a 86 325-ös, Felsősurány a 86 118-as számú mellékúton. Déli határszéle mellett végighalad ugyan a 86-os főút és az M86-os autóút is, de azokkal nincs közúti kapcsolata.
A hazai vasútvonalak közül a Sopron–Szombathely-vasútvonal, melynek egy megállási pontja va itt; Salköveskút-Vassurány megállóhely a két község határvonalának közvetlen közelében helyezkedik el, a 86 118-as út vasúti keresztezése mellett.

## Nevének eredete
Neve a régi magyar Suran személynévből származik, melynek eredete lehet a szláv sur (= főnév), vagy a besenyő Sur személynév, esetleg eredhet a perzsa eredetű Suren-ház nevéből is.[forrás?]

## Története
Területe már a római korban lakott volt, határában római sírokat találtak. Perec-major területén egykor kisebb erősség állott.
A mai települést 1284-ben terra Suran néven említik először. 1366-ban Swran alakban szerepel. Köznemesi birtok, részben a Herman nemzetségé volt.
1698-ban Alsósuránynak 56, Felsősuránynak 99 lakosa volt. 1787-ben az első hivatalos népszámlálás szerint 31 házában 221 lakos élt.
Vályi András szerint "SURÁNY. Elegyes falu Vas Várm. földes Ura B. Silson Uraság, lakosai katolikusok, fekszik Keménnyesallyához nem meszsze, határja termékeny, réttyei jók, eladásra alkalmatos módgyok van."
Fényes Elek szerint "Surány, magyar falu, Vas vgyében, 317 kath. lak. F. u. Szita, Gosztonyi, s t. m. Ut. post. Szombathely 1 óra.
"
Vas vármegye monográfiájában "Surány magyar község 48 házzal és 561 r. kath. és ág. ev. vallású lakossal. Postája Acsád, távírója Vép. A község a szombathely-soproni vasútvonal mentén fekszik és határában római sírokat, feliratos köveket és egyéb római emlékeket leltek. Báró Schilson-kastély. Itt van Rottermann és Patzenhoffer nagyszabású, szépen berendezett, kényelmes kastélya, melyet a múlt században báró Schilson építtetett. Utána a gróf Sigray -család tulajdonába került, azután következtek mint tulajdonosok: gróf Zichy Bódog, a Festetich grófok, gróf Motesiczky , a Károlyi grófok és gróf Pálffy-Daun Vilmos, akitől a jelenlegi tulajdonosok vásárolták meg."
1910-ben 640 magyar lakosa volt, Vas vármegye Szombathelyi járásához tartozott.

## Közélete

### Polgármesterei
- 1990–1994: Számedli Imre (független)[9]
- 1994–1998: Németh Tibor (független)[10]
- 1998–2002: Németh Tibor (független)[11]
- 2002–2006: Csejtei János (független)[12]
- 2006–2010: Nagy Attila (független)[13]
- 2010–2014: Nagy Attila (független)[14]
- 2014–2018: Nagy Attila (független)[15]
- 2018–2019: Forrai Dániel (független)[16]
- 2019–2024: Forrai Dániel (független)[17]
- 2024– : Forrai Dániel (független)[1]

A településen 2018. június 10-én időközi polgármester-választást kellett tartani, az előző polgármester februárban bekövetkezett halála miatt.

## Népesség
A település népességének változása:
| Lakosok száma | 824  | 814  | 807  | 780  | 735  | 733  | 712  |
|               | 2013 | 2014 | 2015 | 2021 | 2022 | 2023 | 2024 |

A 2011-es népszámlálás során a lakosok 89%-a magyarnak, 1,8% németnek mondta magát (10,9% nem nyilatkozott; a kettős identitások miatt a végösszeg nagyobb lehet 100%-nál). A vallási megoszlás a következő volt: római katolikus 76,9%, református 1,3%, evangélikus 3,2%, felekezet nélküli 2,1% (16,4% nem nyilatkozott).
2022-ben a lakosság 94,7%-a vallotta magát magyarnak, 2% németnek, 0,3% örménynek, 0,1% cigánynak, 0,1% románnak, 0,1% horvátnak, 0,1% szlovénnek, 2,2% egyéb, nem hazai nemzetiségűnek (4,8% nem nyilatkozott; a kettős identitások miatt a végösszeg nagyobb lehet 100%-nál). Vallásuk szerint 54,8% volt római katolikus, 3,4% evangélikus, 2% református, 0,3% görög katolikus, 0,1% izraelita, 0,8% egyéb keresztény, 1,1% egyéb katolikus, 3% felekezeten kívüli (34,3% nem válaszolt).

## Nevezetességei
- A Nagyboldogasszonynak szentelt római katolikus templomának falában lovas domborműves római sírkő látható befalazva.
- A barokk Schilson-kastély 1723-ban épült. Földszintjén volt a Sala-terrana és a kápolna. Jelenleg iskola, óvoda, könyvtár és orvosi rendelő működik az épületben.
- A patak hídján áll a Nepomuki Szent János kápolna, mely szintén barokk stílusban épült a 18. században.

## Galéria

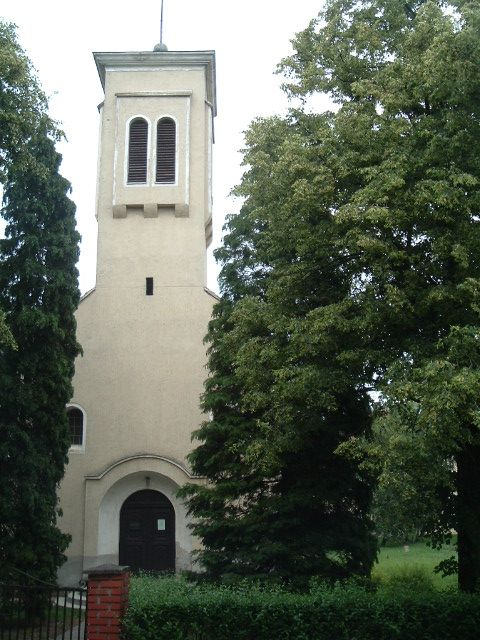
Római katolikus templom
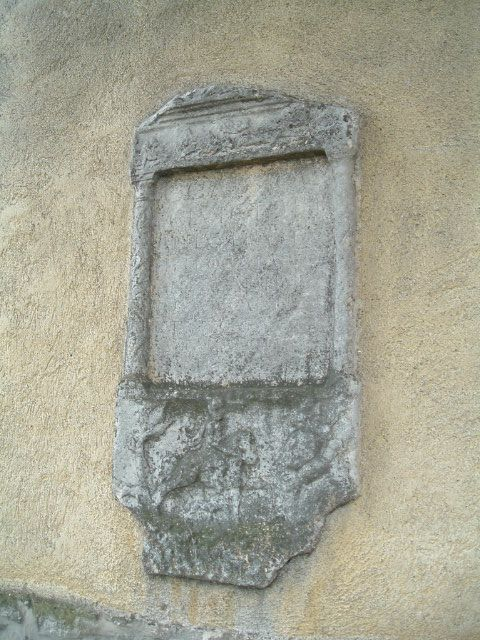
Római sírkő a templom falában
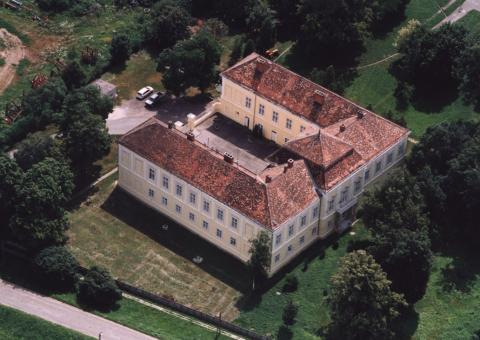
A kastély légi felvételen